# Cabrils
Cabrils è un comune spagnolo di 5 219 abitanti situato nella comunità autonoma della Catalogna. Nella vicina Vall de Cabrils sono stati rinvenuti molti resti di edifici rurali romani (muri, forni, mosaici ecc.).